# Sibyla z Bauge
Sibyla z Bauge (1255–1294) byla savojskou hraběnkou.

## Život
Sibyla se narodila jako dcera Guida II. di Baugé, pána z Baugé e della Bresse, a Dauphine di Saint-Bonne. 5. července 1272 se v Lyonu provdala za Amadea V. Savojského a v roce 1285 se stala hraběnkou.
Sibyla měla s Amadeem několik dětíː
- Bona Savojská (1275-1300)
- Beatrix Savojská (1278-1291)
- Eleonora Savojská (1280 – 1324)
- Eduard Savojský (1284–1329)
- Anežka Savojská (1286–1322)
- Aymon Savojský (1291-1343)
- Markéta Savojská (1294-1339)